# Pedigree (mâncare pentru câini)

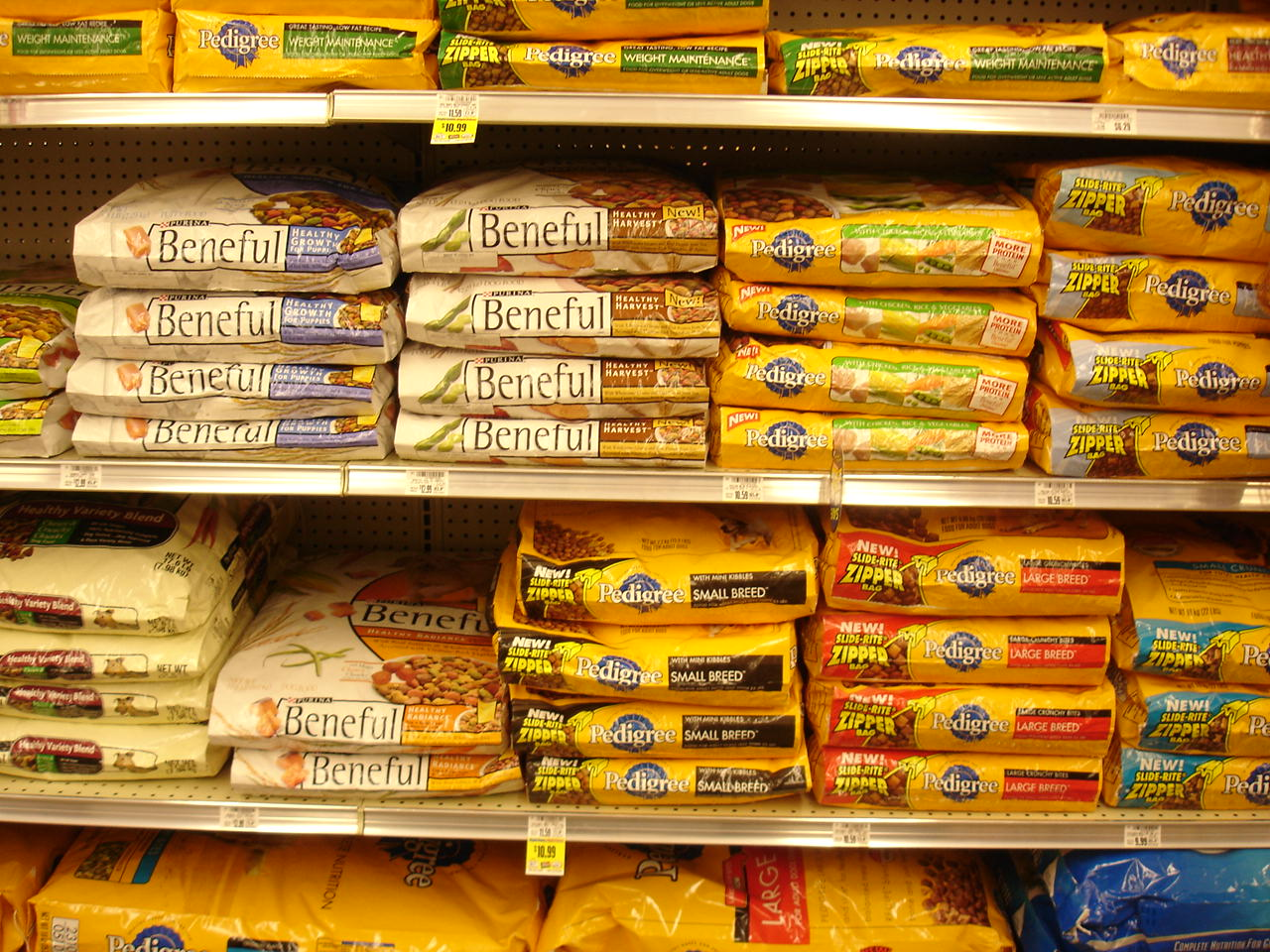
Pedigree

Pedigree este o marcă de mâncare pentru câini produsă și distribuită la nivel mondial către compania Americană Mars, Incorporated. Ea se găsește în lanțuri de magazine și în farmaciile veterinare.

## Legături externe
- Site oficial Arhivat în 4 iulie 2016, la Wayback Machine.